# Colysis intermedia
Colysis intermedia là một loài dương xỉ trong họ Polypodiaceae. Loài này được Ching & Chu H. Wang mô tả khoa học đầu tiên năm 1959.
Danh pháp khoa học của loài này chưa được làm sáng tỏ. 